# Hondengraven bij Paleis Soestdijk
De hondengraven bij Paleis Soestdijk vormen een rijksmonument in het park bij Paleis Soestdijk aan de Amsterdamsestraatweg 1 in Baarn.
Het ene graf bevindt zich aan de achterzijde van de Baarnse vleugel van het paleis. Het andere ligt bij de watertoren. De graven bestaan uit natuurstenen platen met daarop de namen van de honden en de jaartallen.
In 1852 werd het eerste hondje begraven, een hond van koning Willem II en Anna Paulowna. Op een van de graven staat de tekst: Lory - le chien de la reine Anne des PB - mort le 27 juillet 1860. Een meer recent hondengraf is dat van Kiki (1946-1956). Tot de latere hondengraven behoren ook die van de Sealyhamterriërs Martin (1942-1954) en zijn opvolger Toto die in 1999 overleed.